# Satu Nou (gmina Șcheia)
Satu Nou – wieś w Rumunii, w okręgu Jassy, w gminie Șcheia. W 2011 roku liczyła 405 mieszkańców.